# Großer Preis von Österreich 2003
Der Große Preis von Österreich 2003 (offiziell A1 Grand Prix von Österreich 2003) fand am 18. Mai auf dem A1-Ring in Spielberg statt und war das sechste Rennen der Formel-1-Weltmeisterschaft 2003.

## Berichte

### Hintergrund
Nach dem Großen Preis von Spanien führte Kimi Räikkönen in der Fahrerwertung mit vier Punkten vor Michael Schumacher und mit sieben Punkten vor Fernando Alonso. In der Konstrukteurswertung führte McLaren-Mercedes mit drei Punkten vor Ferrari und mit 17 Punkten vor Renault.
Im Januar 2003 wurde bekannt gegeben, dass der Große Preis von Österreich 2004, drei Jahre vor Ablauf des Vertrages für das Rennen, aus dem Formel-1-Kalender gestrichen wird. Es war demnach der letzte Grand Prix von Österreich bis zum Jahr 2014.
Mit Michael Schumacher, David Coulthard und Jacques Villeneuve (jeweils einmal) traten drei ehemalige Sieger zu diesem Grand Prix an.

### Training
Vor dem Sonntagsrennen fanden vier Trainingseinheiten statt – zwei am Freitag und zwei am Samstag. Die Sitzungen am Freitagvormittag und -nachmittag dauerten jeweils eine Stunde. Das dritte und letzte Training fand am Samstagmorgen statt und dauerte 45 Minuten.
Das erste freie Training entschied mit einer Zeit von 1:08,836 Minuten Coulthard für sich. Zweiter wurde Jarno Trulli, gefolgt von Antonio Pizzonia.
Im zweiten freien Training war dann Rubens Barrichello mit einer Zeit von 1:09,241 Minuten der Schnellste vor Juan Pablo Montoya und Michael Schumacher.

### Qualifikation
Im ersten Qualifikationsabschnitt am Freitag (Vor-Qualifikation) fuhr Michael Schumacher die schnellste Runde vor Barrichello und Mark Webber.
Im zweiten Abschnitt qualifizierte sich Michael Schumacher trotz eines Riesenrutschers auf seiner besten Qualifying-Runde auf der Pole-Position. Der Weltmeisterschaftsführende Räikkönen qualifizierte sich als Zweiter und erhielt von der FIA eine Sondergenehmigung zum Austausch seines gerissenen Ventils, ohne dass ihm die übliche Strafe für einen Motorwechsel auferlegt wurde. Dritter wurde Montoya.

### Warm Up
Im Warm Up war Montoya der Schnellste mit einer Zeit von 1:09,323 Minuten. Er platzierte sich vor Räikkönen und Michael Schumacher.

### Rennen
Alonso entschied sich dafür, im Ersatzwagen von der Boxengasse aus zu starten. Webber entschied sich dafür, in seinem regulären Auto von der Boxengasse zu starten. Dies bedeutete, dass Webber bis zum Start des Rennens keine Reifen wechseln oder Kraftstoff nachfüllen konnte, während Alonso dies konnte. Sein Jaguar verstieß gegen diese Regel, und so erhielt Webber eine 10-Sekunden-Stop-and-Go-Strafe. Cristiano da Matta hatte eine fehlerhafte Startsteuerung, die zu 2 Startabbrüchen führte und das Rennen auf 69 Runden verkürzte. In der dritten (und letzten) Einführungsrunde startete der Sauber von Heinz-Harald Frentzen nicht und er hatte keine Zeit, das Ersatzauto entsprechend abzustimmen. Er konnte demnach nicht am Rennen teilnehmen. Am Start brach Jos Verstappens Startkontrolle und er schied aus. Dies führte zum Einsatz des Safety-Cars.
Michael Schumacher führte schließlich Montoya und Räikkönen hinter dem Safety-Car an, als am Ende der vierten Runde die grüne Flagge gezeigt wurde und das Safety-Car in die Boxengasse abbog. Das Feld blieb in den nächsten Runden relativ stabil.
Nach 11 Runden begann es leicht zu regnen, was jedoch nicht ausreichte, um die Autos zum Reifenwechsel zu bewegen. Wenige Augenblicke später drehte sich Trullis Renault in Kurve eins, er konnte aber  ohne Probleme weiterfahren. In Runde 23 kam Michael Schumacher an die Box und es gab ein Problem mit seinem Tankeinfüllstutzen, der möglicherweise darauf zurückzuführen war, dass das Team damit Barrichellos Auto aufgetankt hatte, das beim ersten Stopp sehr langsam war. Ein Teil des tatsächlich aus der Düse austretenden Kraftstoffs traf die Karosserie an den Seitenkästen und verursachte einen kleinen Brand. Das Feuer konnte schnell gelöscht werden und Michael Schumacher setzte das Rennen fort, verlor etwa 12 Sekunden und lag nun auf dem dritten Platz.
In Runde 32 drehte sich alles zu Michaels Schumachers Gunsten. Räikkönen hatte motorbedingte Leistungsprobleme, was es Michael Schumacher ermöglichte, ihn einzuholen und schließlich zu überholen. Auf der Geraden zwischen Kurve zwei und drei ging der Motor des Führenden Montoya kaputt. Er schaffte es zurück in die Garage und Michael Schumacher lag wieder an der Spitze. Obwohl Alonso aus der Boxengasse startete, war er gut unterwegs und lag unter den ersten fünf, als er in Kurve eins von der Strecke abkam, was, wie sich herausstellte, an seinem eigenen Öl lag, verursacht durch einen Motorschaden in seinem Renault. Michael Schumacher fuhr schließlich die schnellste Runde des Tages mit einer Durchschnittsgeschwindigkeit von 227,894 km/h.
Nach der zweiten Runde der Stopps schloss Barrichello zum Zweitplatzierten Räikkönen auf, konnte ihn jedoch aufgrund einiger guter Defensivmanöver nicht überholen, obwohl sein Auto deutlich schneller war. Michael Schumacher gewann schließlich das dritte Rennen in Folge vor Räikkönen und Barrichello. Jenson Button im BAR wurde Vierter und Coulthard Fünfter. Ralf Schumacher wurde Sechster, Webber belegte trotz seiner Strafen einen hervorragenden siebten Platz und Trulli sicherte sich als Achter den letzten Punkt. Trotz der Startabbrüche zu Beginn des Rennens beendete da Matta das Rennen mit einer Runde Rückstand auf dem zehnten Platz. Michael Schumacher erzielte außerdem mit einer Zeit von 1:08,337 Minuten die schnellste Rennrunde, welche einen neuen Rundenrekord bedeutete.
In der Fahrerwertung führte weiterhin Räikkönen vor Michael Schumacher. Neuer Dritter war Barrichello. In der Konstrukteurswertung übernahm Ferrari die Spitzenposition von McLaren-Mercedes. Dahinter waren Renault und Williams-BMW nun punktgleich.

## Meldeliste
| Team                       | Nr. | Fahrer                | Chassis          | Motor                        | Reifen |
| -------------------------- | --- | --------------------- | ---------------- | ---------------------------- | ------ |
| Scuderia Ferrari Marlboro  | 01  | Michael Schumacher    | Ferrari F2003-GA | Ferrari 052 3.0 V10          | B      |
| Scuderia Ferrari Marlboro  | 02  | Rubens Barrichello    | Ferrari F2003-GA | Ferrari 052 3.0 V10          | B      |
| BMW.WilliamsF1 Team        | 03  | Juan Pablo Montoya    | Williams FW25    | BMW P83 3.0 V10              | M      |
| BMW.WilliamsF1 Team        | 04  | Ralf Schumacher       | Williams FW25    | BMW P83 3.0 V10              | M      |
| West McLaren Mercedes      | 05  | David Coulthard       | McLaren MP4-17D  | Mercedes-Benz F0110P 3.0 V10 | M      |
| West McLaren Mercedes      | 06  | Kimi Räikkönen        | McLaren MP4-17D  | Mercedes-Benz F0110P 3.0 V10 | M      |
| Mild Seven Renault F1 Team | 07  | Jarno Trulli          | Renault R23      | Renault RS23 3.0 V10         | M      |
| Mild Seven Renault F1 Team | 08  | Fernando Alonso       | Renault R23      | Renault RS23 3.0 V10         | M      |
| Sauber Petronas            | 09  | Nick Heidfeld         | Sauber C22       | Petronas 03A 3.0 V10         | B      |
| Sauber Petronas            | 10  | Heinz-Harald Frentzen | Sauber C22       | Petronas 03A 3.0 V10         | B      |
| Jordan Ford                | 11  | Giancarlo Fisichella  | Jordan EJ13      | Ford RS (CR-4) 3.0 V10       | B      |
| Jordan Ford                | 12  | Ralph Firman          | Jordan EJ13      | Ford RS (CR-4) 3.0 V10       | B      |
| Jaguar Racing              | 14  | Mark Webber           | Jaguar R4        | Cosworth CR-5 3.0 V10        | M      |
| Jaguar Racing              | 15  | Antonio Pizzonia      | Jaguar R4        | Cosworth CR-5 3.0 V10        | M      |
| Lucky Strike BAR Honda     | 16  | Jacques Villeneuve    | BAR 005          | Honda RA003E 3.0 V10         | B      |
| Lucky Strike BAR Honda     | 17  | Jenson Button         | BAR 005          | Honda RA003E 3.0 V10         | B      |
| Minardi F1 Team            | 18  | Justin Wilson         | Minardi PS03     | Cosworth CR-3 3.0 V10        | B      |
| Minardi F1 Team            | 19  | Jos Verstappen        | Minardi PS03     | Cosworth CR-3 3.0 V10        | B      |
| Panasonic Toyota Racing    | 20  | Olivier Panis         | Toyota TF103     | Toyota RVX-03 3.0 V10        | M      |
| Panasonic Toyota Racing    | 21  | Cristiano da Matta    | Toyota TF103     | Toyota RVX-03 3.0 V10        | M      |

## Klassifikationen

### Qualifying
| Pos. | Fahrer                | Konstrukteur     | Q1         | Q2         | Start |
| ---- | --------------------- | ---------------- | ---------- | ---------- | ----- |
| 01   | Michael Schumacher    | Ferrari          | 1:07,908   | 1:09,150   | 01    |
| 02   | Kimi Räikkönen        | McLaren-Mercedes | 1:08,978   | 1:09,189   | 02    |
| 03   | Juan Pablo Montoya    | Williams-BMW     | 1:08,839   | 1:09,391   | 03    |
| 04   | Nick Heidfeld         | Sauber-Petronas  | 1:09,479   | 1:09,725   | 04    |
| 05   | Rubens Barrichello    | Ferrari          | 1:08,187   | 1:09,784   | 05    |
| 06   | Jarno Trulli          | Renault          | 1:09,450   | 1:09,935   | 06    |
| 07   | Jenson Button         | BAR-Honda        | 1:08,831   | 1:09,935   | 07    |
| 08   | Antonio Pizzonia      | Jaguar-Cosworth  | 1:09,024   | 1:10,045   | 08    |
| 09   | Giancarlo Fisichella  | Jordan-Ford      | 1:09,281   | 1:10,105   | 09    |
| 10   | Ralf Schumacher       | Williams-BMW     | keine Zeit | 1:10,279   | 10    |
| 11   | Olivier Panis         | Toyota           | 1:09,764   | 1:10,402   | 11    |
| 12   | Jacques Villeneuve    | BAR-Honda        | 1:08,680   | 1:10,618   | 12    |
| 13   | Cristiano da Matta    | Toyota           | 1:10,370   | 1:10,834   | 13    |
| 14   | David Coulthard       | McLaren-Mercedes | 1:08,947   | 1:10,893   | 14    |
| 15   | Heinz-Harald Frentzen | Sauber-Petronas  | 1:10,055   | 1:11,307   | 15    |
| 16   | Ralph Firman          | Jordan-Ford      | 1:11,171   | 1:11,505   | 16    |
| 17   | Mark Webber           | Jaguar-Cosworth  | 1:08,512   | 1:11,662   | Box   |
| 18   | Justin Wilson         | Minardi-Cosworth | 1:11,056   | 1:14,508   | 18    |
| 19   | Fernando Alonso       | Renault          | 1:09,680   | 1:20,113   | Box   |
| 20   | Jos Verstappen        | Minardi-Cosworth | 1:10,894   | keine Zeit | 20    |

Anmerkungen
1. ↑  Webber startete das Rennen aus der Boxengasse.
2. ↑  Alonso startete das Rennen im Ersatzauto aus der Boxengasse.

### Rennen
| Pos. | Fahrer                | Konstrukteur     | Runden | Stopps | Zeit        | Start | Schnellste Runde |
| ---- | --------------------- | ---------------- | ------ | ------ | ----------- | ----- | ---------------- |
| 01   | Michael Schumacher    | Ferrari          | 69     | 2      | 1:24:04,888 | 01    | 1:08,337 (41.)   |
| 02   | Kimi Räikkönen        | McLaren-Mercedes | 69     | 2      | + 3,362     | 02    | 1:09,423 (45.)   |
| 03   | Rubens Barrichello    | Ferrari          | 69     | 2      | + 3,951     | 05    | 1:08,913 (44.)   |
| 04   | Jenson Button         | BAR-Honda        | 69     | 2      | + 42,243    | 07    | 1:09,828 (22.)   |
| 05   | David Coulthard       | McLaren-Mercedes | 69     | 2      | + 59,740    | 14    | 1:09,626 (64.)   |
| 06   | Ralf Schumacher       | Williams-BMW     | 68     | 2      | + 1 Runde   | 10    | 1:10,246 (40.)   |
| 07   | Mark Webber           | Jaguar-Cosworth  | 68     | 3      | + 1 Runde   | Box   | 1:08,966 (68.)   |
| 08   | Jarno Trulli          | Renault          | 68     | 2      | + 1 Runde   | 06    | 1:10,358 (68.)   |
| 09   | Antonio Pizzonia      | Jaguar-Cosworth  | 68     | 2      | + 1 Runde   | 08    | 1:09,978 (67.)   |
| 10   | Cristiano da Matta    | Toyota           | 68     | 2      | + 1 Runde   | 13    | 1:10,466 (67.)   |
| 11   | Ralph Firman          | Jordan-Ford      | 68     | 2      | + 1 Runde   | 16    | 1:10,659 (68.)   |
| 12   | Jacques Villeneuve    | BAR-Honda        | 68     | 2      | + 1 Runde   | 12    | 1:09,764 (64.)   |
| 13   | Justin Wilson         | Minardi-Cosworth | 67     | 3      | + 2 Runden  | 18    | 1:11,267 (67.)   |
| –    | Giancarlo Fisichella  | Jordan-Ford      | 60     | 2      | DNF         | 09    | 1:11,019 (60.)   |
| –    | Nick Heidfeld         | Sauber-Petronas  | 46     | 2      | DNF         | 04    | 1:10,516 (12.)   |
| –    | Fernando Alonso       | Renault          | 44     | 1      | DNF         | Box   | 1:10,526 (34.)   |
| –    | Juan Pablo Montoya    | Williams-BMW     | 32     | 1      | DNF         | 03    | 1:10,112 (28.)   |
| –    | Olivier Panis         | Toyota           | 6      | 1      | DNF         | 11    | 1:13,097 (06.)   |
| –    | Jos Verstappen        | Minardi-Cosworth | 0      | 0      | DNF         | 20    | –                |
| DNS  | Heinz-Harald Frentzen | Sauber-Petronas  | –      | –      | –           | 15    | –                |

Anmerkungen
1. ↑  Frentzen konnte am Rennen nicht teilnehmen, da sein Wagen nicht startete.

## WM-Stände nach dem Rennen
Die ersten acht des Rennens bekamen 10, 8, 6, 5, 4, 3, 2 bzw. 1 Punkt(e).

### Fahrerwertung
| Pos. | Fahrer               | Konstrukteur     | Punkte |
| ---- | -------------------- | ---------------- | ------ |
| 01   | Kimi Räikkönen       | McLaren-Mercedes | 40     |
| 02   | Michael Schumacher   | Ferrari          | 38     |
| 03   | Rubens Barrichello   | Ferrari          | 26     |
| 04   | Fernando Alonso      | Renault          | 25     |
| 05   | David Coulthard      | McLaren-Mercedes | 23     |
| 06   | Ralf Schumacher      | Williams-BMW     | 20     |
| 07   | Juan Pablo Montoya   | Williams-BMW     | 15     |
| 08   | Giancarlo Fisichella | Jordan-Ford      | 10     |
| 09   | Jarno Trulli         | Renault          | 10     |
| 10   | Jenson Button        | BAR-Honda        | 8      |

| Pos. | Fahrer                | Konstrukteur     | Punkte |
| ---- | --------------------- | ---------------- | ------ |
| 11   | Heinz-Harald Frentzen | Sauber-Petronas  | 7      |
| 12   | Mark Webber           | Jaguar-Cosworth  | 4      |
| 13   | Jacques Villeneuve    | BAR-Honda        | 3      |
| 14   | Cristiano da Matta    | Toyota           | 3      |
| 15   | Nick Heidfeld         | Sauber-Petronas  | 1      |
| 16   | Ralph Firman          | Jordan-Ford      | 1      |
| 17   | Antonio Pizzonia      | Jaguar-Cosworth  | 0      |
| 18   | Olivier Panis         | Toyota           | 0      |
| 19   | Jos Verstappen        | Minardi-Cosworth | 0      |
| 20   | Justin Wilson         | Minardi-Cosworth | 0      |

### Konstrukteurswertung
| Pos. | Konstrukteur     | Punkte |
| ---- | ---------------- | ------ |
| 01   | Ferrari          | 64     |
| 02   | McLaren-Mercedes | 63     |
| 03   | Renault          | 35     |
| 04   | Williams-BMW     | 35     |
| 05   | Jordan-Ford      | 11     |

| Pos. | Konstrukteur     | Punkte |
| ---- | ---------------- | ------ |
| 06   | BAR-Honda        | 11     |
| 07   | Sauber-Petronas  | 8      |
| 08   | Jaguar-Cosworth  | 4      |
| 09   | Toyota           | 3      |
| 10   | Minardi-Cosworth | 0      |